# Conforama

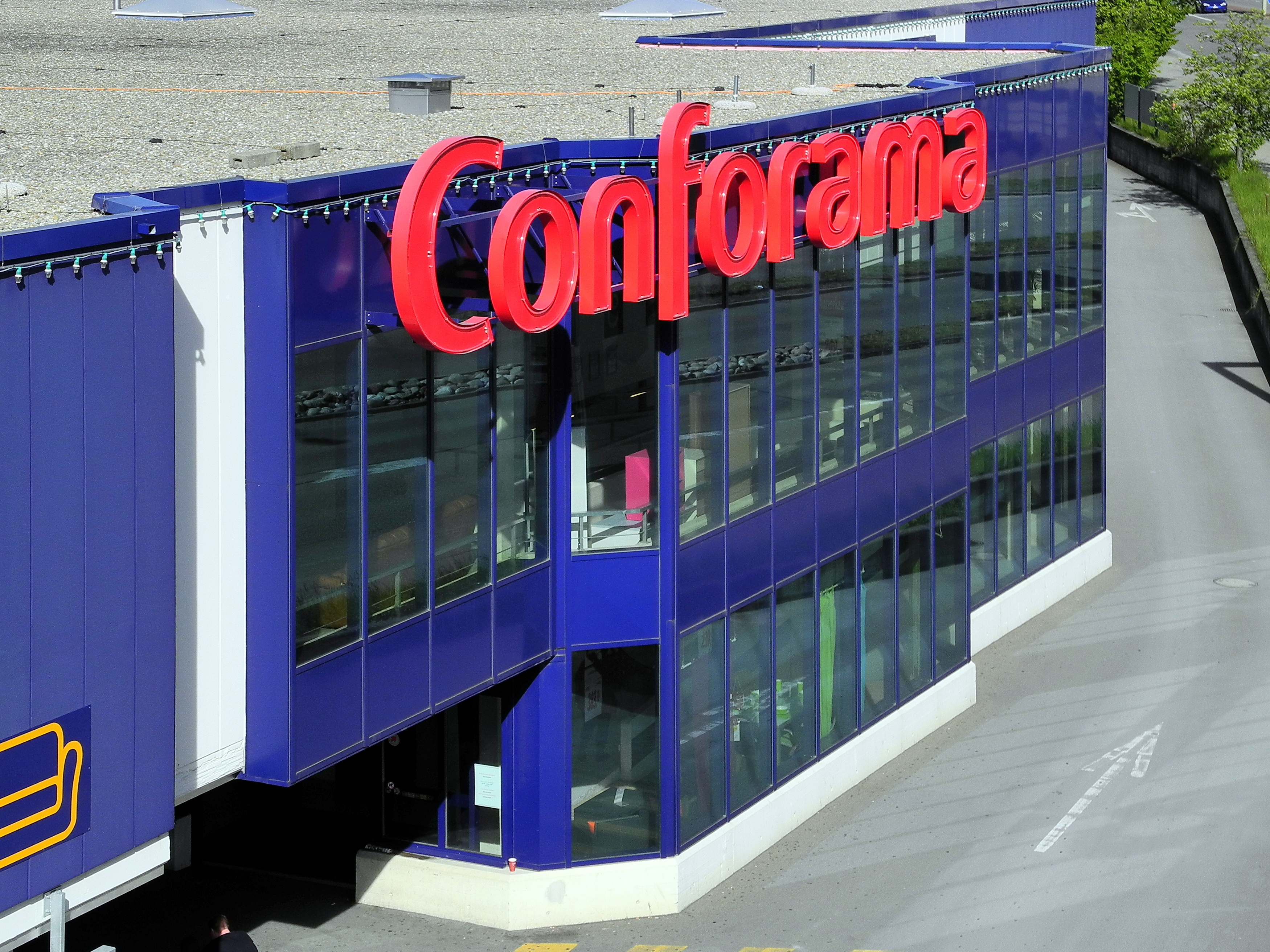
Conforama in Wallisellen

Conforama ist ein Möbelhandelskonzern aus Frankreich, der ab 2011 zu Steinhoff International Holdings gehörte.

## Geschichte
Seinen ersten Standort eröffnete das Unternehmen 1967 in Lyon. Ins Ausland expandierte man 1974 mit einem Standort in Luxemburg. Die heutige Conforama Suisse wurde 1975 gegründet und eröffnete 1976 den ersten Standort in der Westschweiz. Nachdem das französische Mutterhaus 1991 von der Pinault SA übernommen worden war, gehörte das Unternehmen zum Luxusgüterkonzern Pinault-Printemps-Redoute (PPR). Der Markteintritt in Portugal erfolgte 1991, in Spanien 1992 und in Italien 2000 durch Übernahme von Emmezeta. Für die Geschäfte in Kroatien und Serbien wurde der Name Emmezeta beibehalten.
Anfang 2011 verkaufte PPR die gesamte Conforama-Gruppe an die Steinhoff International.
Im September 2016 verkündeten Conforama und der Einzelhändler Groupe Casino die Schaffung einer gemeinsamen Einkaufskooperation. Mittelfristig sollten dadurch rund 30 Millionen Euro jährlich eingespart werden. Seit der Spielzeit 2017/18 ist Conforama offizieller Titelsponsor der französischen Ligue 1. Ab 2020 übernahm der Essenslieferdienst Uber Eats des US-amerikanischen Beförderungsdienstleisters Uber diese Stelle.
Im Jahr 2019 betrieb die Conforama-Gruppe 290 Einrichtungshäuser in Frankreich, Luxemburg, der Schweiz, Portugal, Spanien, Italien, Kroatien und Serbien, und erzielte europaweit einen Umsatz von 3 Milliarden Euro. Im Zusammenhang mit der finanziellen Schieflage des gesamten Steinhoff-Konzerns musste auch Conforama Maßnahmen zur Umstrukturierung einleiten. Im September 2019 wurde verkündet, dass Conforama 32 Filialen in Frankreich schließen müssen. In diesem Zuge würden rund 1900 Arbeitsplätze abgebaut.
Am 8. Juli 2020 übernahm XXXLutz zusammen mit dem Finanzinvestor CD&R die Standorte in Frankreich; die gemeinsame Holding Mobilux umfasst auch die französische XXXL-Tochter But. Conforama Frankreich war zu diesem Zeitpunkt mit einem Umsatz von über 2 Mrd. Euro und 162 Einrichtungshäusern die Nummer 2 am französischen Einrichtungsmarkt, But die Nummer 3.
Am 31. Juli 2020 wurde der Verkauf von Conforama Suisse (22 Standorte, rund 1200 Mitarbeiter) an eine Schweizer Investorengruppe bestätigt. Medienberichten zufolge hält XXXLutz an dieser mittlerweile eine Minderheitsbeteiligung. 2023 wurde bekannt, dass XXXLutz Conforama Suisse übernimmt. Im September 2023 übernahm XXXLutz auch die 59 Conforama-Märkte in Spanien und Portugal.